# Emmen (Svájc)
Emmen település Svájcban, Luzern kantonban.  Lakosainak száma 29 292 fő (2014. december 31.). Emmen Luzern, Buchrain, Ebikon, Eschenbach (LU), Neuenkirch, Rothenburg és Littau községekkel határos.
Az állampolgárság kérdéséről szerte Svájcban közösségi szinten döntenek, de Emmen azon kevés városok egyike, ahol ezt titkos szavazásra bocsátják.

## Történelem
1291-ben a település a Habsburgok fennhatósága alá került. A sempachi csata után Luzernhoz tartozott.

## Népesség
A település népességének változása az elmúlt években:
| Lakosok száma | 1832 | 4229 | 22 040 | 23 153 | 24 598 | 26 709 | 26 537 | 26 899 | 28 481 | 30 926 |
|               | 1860 | 1910 | 1970   | 1984   | 1989   | 1995   | 2000   | 2005   | 2011   | 2018   |

## Galéria

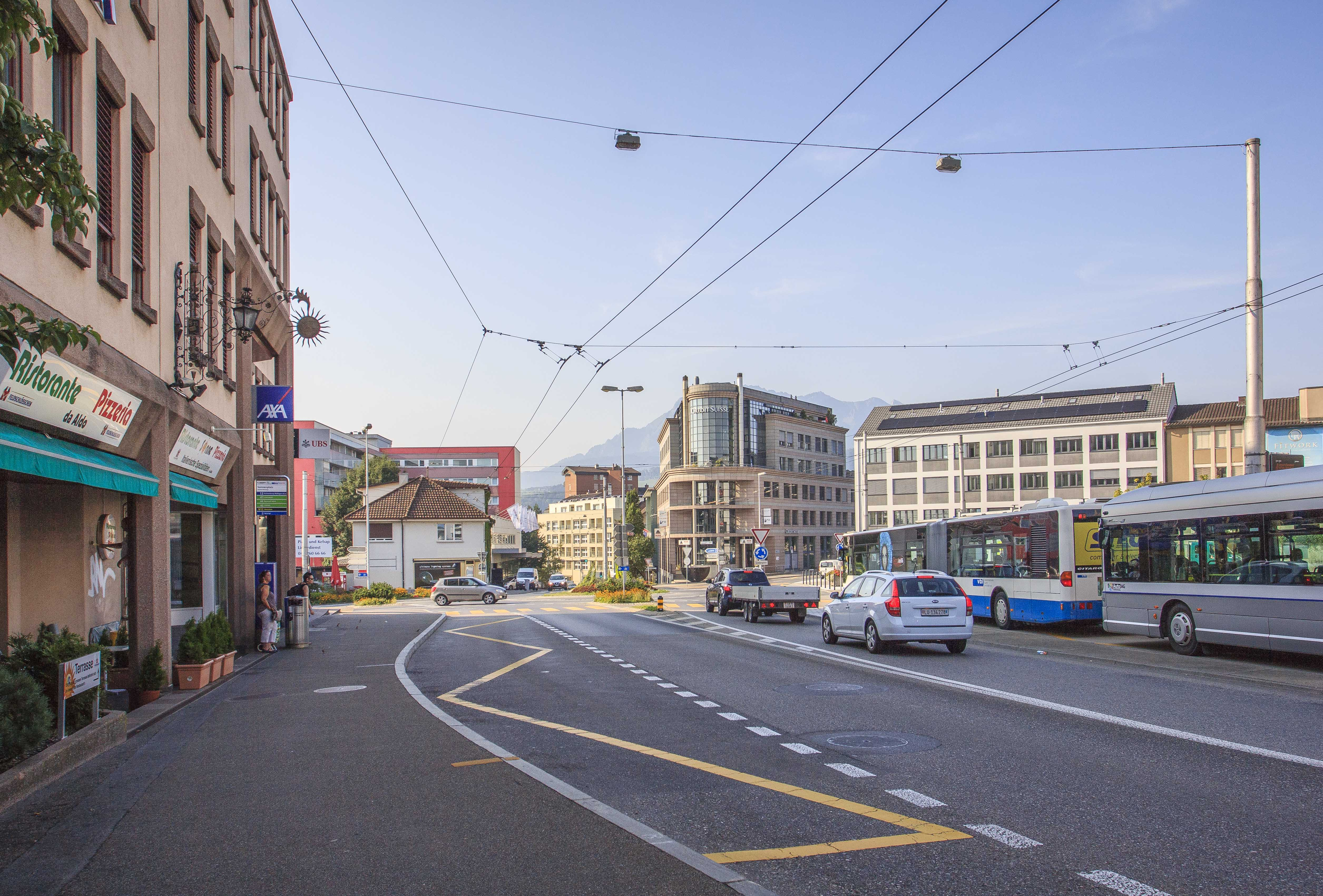
Utcakép
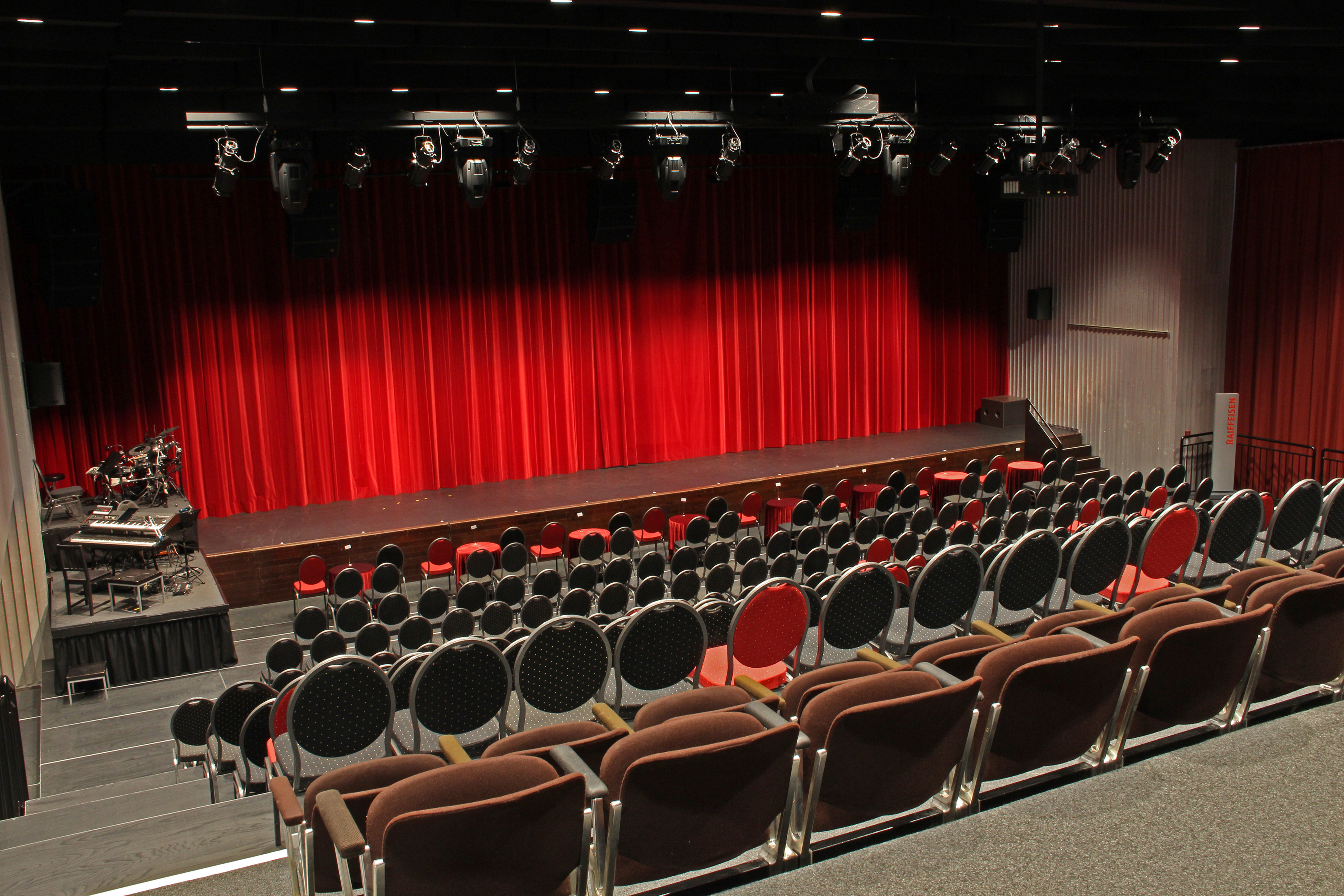
A város felújított színházterme
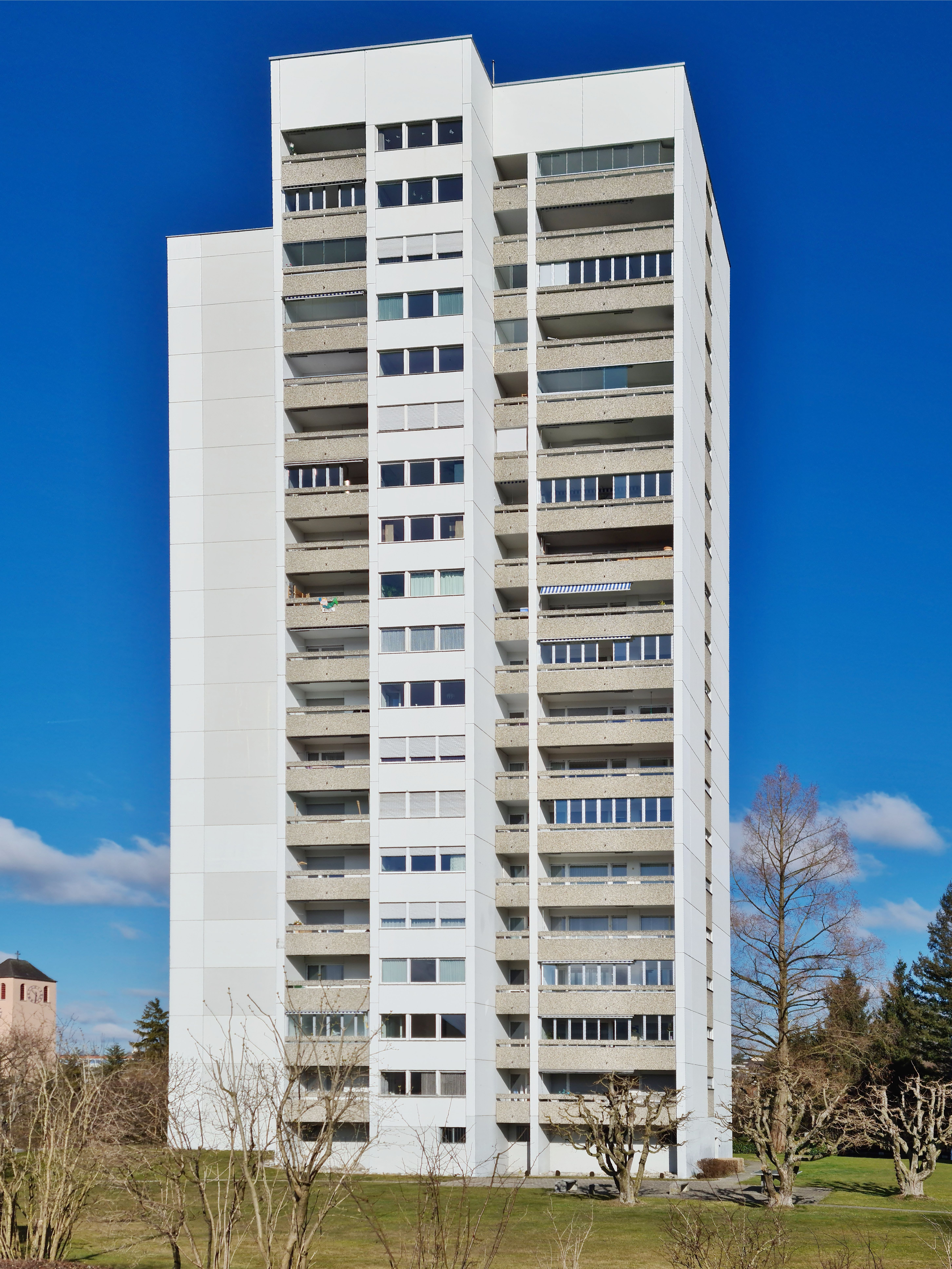
Lakóház a városban